# Egimi
Segons la mitologia grega, Egimi (grec antic: Αἰγίμιος, 'Aigímios') va ser un heroi grec, fill de Doros.
Va donar lleis als doris, dels quals és un avantpassat mític, quan aquest poble habitava a la vall del Peneu, al nord de l'antiga Tessàlia. Quan els làpites, conduïts per Coronos, van expulsar els doris, Egimi va demanar ajuda a Hèracles, que li va donar la victòria matant Coronos. Per compensar-li aquest servei, va adoptar Hil·los, fill d'Hèracles, i li va oferir una tercera part del seu regne, igual que als seus fills legítims, anomenats Dimant i Pàmfil. Tots tres són els epònims de les tres tribus dòries: hil·leus, dimants i pamfilis.